# Martin Van Buren
Martin van Buren (Kinderhook, Nova York 5 de desembre del 1782 - 24 de juliol del 1862), també conegut com a Old Kinderhook, va ser el vuitè president dels Estats Units d'Amèrica. Va governar entre 1837 i 1841. Va ser el primer President dels Estats Units sense ascendència de les Illes Britàniques i també el primer que no havia viscut la Revolució Americana. També és l'únic president que havia estat educat en una llengua altra que l'anglès, el neerlandès.
Va esforçar-se per solidificar la democràcia Jacksoniana, mantenint gran part de l'equip de govern de l'anterior president. El pànic del 1837 va ser una depressió econòmica que va marcar el seu mandat, tot i que sembla que les causes de la depressió es troben en la política econòmica del seu predecessor Andrew Jackson. Va iniciar guerres amb els indis nadius que van fer disminuir la seva popularitat, degut a l'alt nombre de baixes de soldats estatunidencs.